# عادل شبوکی
عادل شبوکی (انگلیسی: Adel Chbouki؛ زادهٔ ۳ مهٔ ۱۹۷۱) بازیکن فوتبال اهل مراکش بود.
وی همچنین در تیم ملی فوتبال مراکش بازی کرده‌است.